# Reisende auf einem Bein
Reisende auf einem Bein (1989) ist der Titel einer Erzähl-Collage von Herta Müller. Das Werk ist aus verschiedenen Blickwinkeln interpretiert worden: als Thematisierung einer Künstlerexistenz, als eine Erzählung über Entfremdung in einer bestimmten soziokulturellen Situation zwischen Ost und West, als Darstellung einer Heimatlosigkeit, die alle betrifft, oder als eine Aussage dazu, welche Funktion eine marginalisierte Perspektive haben kann. Die Labilität der Protagonistin Irene und ihre Kraft werden vor allem im Schreibstil zum Ausdruck gebracht. Auch die Erzählweise kann sich auf einem Bein nur hüpfend voranbewegen. Irene sucht einen Ausweg aus ihrer Traumatisierung, indem sie mithilfe einer Collage aus Zeitungsschnipseln ausprobiert, wie sich eine fluide Subjektivität anfühlt. Es existieren verschiedene Auffassungen dazu, ob es einen Handlungsfaden gibt oder nicht. Bei der Lektüre bekommt man selbst zu spüren, wie sich Irenes dünne Haut anfühlt.
 Zusammen mit Der Mensch ist ein großer Fasan auf der Welt (1986) und Barfüßiger Februar (1987) kann Reisende auf einem Bein zu Müllers „Transit-Texten“ gezählt werden, wobei Reisende die Ankunft nach der Ausreise zum Inhalt hat. Es handelt sich um eine Momentaufnahme von West-Berlin und Europa in den späten 1980er Jahren, in der West-Berlin als eine Stadt präsentiert wird, die von Armut und Entfremdung durch Mangel an materiellen Gütern und durch soziale und räumliche Ausgrenzung gekennzeichnet ist. Herta Müller schreibt mit Reisende auf einem Bein das Genre des Großstadtromans aus der Sicht einer fremden deutschsprachigen Frau um.
In einem Interview vom 23. Juni 1989 in zitty Berlin äußert sich Herta Müller, dies sei der Versuch, nicht sich selbst in Betracht zu ziehen, sondern eine kollektive Erfahrung literarisch zu verarbeiten. Müller sagte nach der Veröffentlichung des Romans in einem Vortrag im Rahmen ihrer Poetik-Gastdozentur an der Universität Paderborn über die Künstlerin Irene: „Als schneide sie ihre Lebensaugenblicke aus, als halte sie das, was jeden Tag mit ihr und anderen geschieht in der Hand, so stellt sich Irene die Collage zusammen. So stellt sich für Irene die Collage nach ihren eigenen, undurchschaubaren Takten zusammen.“
Der Titel Reisende auf einem Bein kann im Plural verstanden werden oder als weiblicher Singular. Der Name Irene leitet sich von einem Stadtnamen her, der in Die unsichtbaren Städte (1972) von Italo Calvino vorkommt. Schon in Müllers Titel wird ein Zustand des Übergangs thematisiert und im Werk wird vor allem der Verlauf von Handlung und Erfahrung geschildert. Bei Calvino ist die Stadt Irene ein Sinnbild für etwas, das sich im Übergang befindet. Diese Passage lässt Müller vom deutschen Mann Franz zitieren. Als Motto für Reisende auf einem Bein hat Müller den Eröffnungssatz „Wir waren noch sehr jung“ aus Der Teufel auf den Hügeln (1948) von Cesare Pavese ausgewählt und ihn abgewandelt zu: „Aber ich war nicht mehr jung“, was im Text wiederholt auf Irene selbst bezogen wird.
2013 ist Reisende auf einem Bein in der dritten Taschenbuchauflage erschienen (Fischer Taschenbuch-Verlag). Die Erstausgabe wurde 1989 beim Rotbuch-Verlag in Berlin verlegt, ab 2010 dann bei Hanser in München, auch als E-Book.

## Inhalt
Irene ist Mitte Dreißig, sie verlässt mit behördlicher Genehmigung ein von Militärs regiertes „anderes Land“ und kommt mit einem einzigen Koffer nach Westdeutschland, wo sie hofft, ein neues Zuhause zu finden. Das, was vertraut werden sollte, scheint allerdings ebenfalls ein „anderes Land“ zu sein. Sie findet Aufnahme in einem Übergangsheim und erhält schließlich, nach Monaten, die deutsche Staatsbürgerschaft. „Unter den Menschen, Dingen und Örtlichkeiten der neuen Welt zurechtgefunden“ hat Irene sich noch nicht.
Die ersten beiden Kapitel spielen im „anderen Land“ im Damals, aber die Erinnerung bleibt in der neuen Umgebung präsent. Irene stellt fest, dass sie „in dem anderen Land“ verstanden hatte, was Leute kaputtmacht und die Gründe täglich sehen konnte, „hier“ tut es ihr „weh, die Gründe täglich nicht zu sehen.“ (S. 138/139) Die Repression des rumänischen Staates ist nicht nur durchsichtiger, sondern erscheint Irene vor allem vertrauter als diejenige im System der Bundesrepublik. „Die Überschwenglichkeit der Wünsche und die Kargheit der äußeren Dinge hatten sich überlagert. Was sich nie begegnen durfte, es war einunddasselbe gewesen in dem anderen Land. [...] Irene fühlte sich über Jahre hin genarrt. Herausgefordert und betrogen.“ (S. 134) Sie unterdrückt dennoch aktiv jegliches Gefühl von Heimweh, aber körperliche Symptome zeigen ihr, dass dies nicht ohne Folgen bleibt.
Irene lässt das Leben fast teilnahmslos an sich vorüberziehen und bekommt das zweite Bein nicht auf die Erde, weil sie den angeblich goldenen Westen lediglich als etwas empfindet, was undurchsichtig grau ist. Als Stadtläuferin lotet sie die neue Stadt räumlich aus und erlebt sie als Beobachterin und nicht als Teilhabende oder Anteilnehmende. Irene erkennt, dass ihr Leben zu Beobachtungen geronnen ist, die sie handlungsunfähig machen. Eines Tages stellt Irene aus Zeitungsausschnitten eine Collage her, deren disparate Bereiche ihr selbst fremd erscheinen. Durch das Abtasten und Begehen mit den Augen versucht sie das eigene Bild zu begreifen: „Irene hängte das Bild an die Küchenwand. Sie saß am Küchentisch. Ihre Blicke waren Schritte.“ (S. 50) Im vorletzten Kapitel kommt ein Besucher und kommentiert die Collage: Sie sei richtungsverkehrt, leer und tot. Irene zeigt ihm daraufhin, auf welchem der Bilder die Figuren Ähnlichkeit mit ihm haben, kleine Ganoven mit Schirmmütze, und dass sie die Städte fliehen. (S. 156)
Zu Beginn des letzten Kapitels erhält Irene zwei Briefe. Den ersten erkennt sie am Umschlag, er ist von einer Freundin aus dem anderen Land. Der zweite ist ein Schreiben des Senats für Inneres, in dem steht, dass ihr die Staatsbürgerschaft gewährt wird. „Irene freute sich nicht. Sie las weiter, als gehe es in dieser Mitteilung nicht um sie. Den Zusammenhang, in dem die Wörter ‹Festessen› und ‹Begrüßungsansprache› im letzten Absatz standen, verstand Irene nicht.“ (S. 167) Dann will sie sich mit dem Inhalt des ersten Briefes befassen: „Der Magen schwebte zwischen Kehle und Knie. Sie setzte sich, um ihn aufzufangen, an den Küchentisch.“ (S. 167) Sie liest vom Tod eines Freundes, der sich erhängt hat, und erinnert sich an eine Begegnung mit ihm. Dann wirft auch Irene wieder einen Blick auf die Collage und stellt fest: „Der Mann, den man nur von hinten sah, war die Hauptperson auf der Collage.“ (S. 168)
Am Schluss findet sich Irene ab mit einer Situation, die sie nicht durchschaut. Sie will lieber da bleiben, wo sie ist, anstatt woanders neue Unsicherheiten in Kauf zu nehmen. Ebenso empfindet sie den Wunsch weit wegzufahren als eine Sucht, womit sich die Situation als ambivalent darstellt. Die letzten beiden Sätze lauten: „Irene lag im Dunkeln und dachte an die Stadt. / Irene weigerte sich, an Abschied zu denken.“ (S. 176)

## Interpretationen
Herta Müller thematisiert in Reisende auf einem Bein die Unvergleichbarkeit von Erfahrungswelten, so Norbert Otto Eke 1991, Brigid Haines formuliert 1998, dass Irene ihr Gefühl von Desorientiertheit beschreibt. „Ich bin nicht heimatlos. Nur im Ausland. / Ausländerin im Ausland. / Er lachte. Nur.“ (S. 65), so Irene im Dialog mit einem Italiener, der sich heimatlos nennt – er sei in der Schweiz geboren und gehöre in die zweite Generation Ausländer. Das sei eine paradoxe Beschreibung für jemanden, der mit einer zügigen Einbürgerung als Aussiedlerin behandelt wird, da sie der offiziellen Politik zufolge ja wegen Deutschtum komme, schreibt Antje Harnisch 1997. Im Paradox der Selbstbezeichnung „Ausländerin im Ausland“ wird die Entfremdung doppelt zum Ausdruck gebracht. Irenes Lebensumstände sind geprägt von langanhaltender Unterdrückung und einem konstanten Angriff auf die zusammenhängende Einheit, die Irene heißt. Eine Heimat gibt es nirgends mehr, so Hans Ester 1993. Sie ist auf sich gestellt und der „Diskurs des Allein-Seins“ wird durch die Selbstgespräche weitergetrieben, die Irene mit den Männerfiguren führt, als ob es Dialoge wären. Doppler meint 1991, dass sich Nähe und Fremdheit, Heimat und Exil mehrfach und meist in Paradoxa aufeinander beziehen. Auch wenn die Erzählkonstruktion Irene in den Mittelpunkt stellt, so René Kegelmann 2009, werde Irene durch die Fremdbilder anderer Personen charakterisiert. Er nimmt Bezug auf eine Arbeit von Paola Bozzi von 2005, in der sie ausführt, dass Irene aufgrund subjektiver Zuschreibungen durch andere maximal eine relative Identität besitzt: Wenn man von Irene spricht, sagt man etwas über verschiedene Irenes. Irenes Unschlüssigkeit kann als Ambivalenz des Fremden verstanden werden und Müller beschreibt damit einen transitorischen Raum, in dem sich auch fast alle der anderen Figuren zu befinden scheinen.
In ihren Liebesbeziehungen zu drei Männern macht Irene die Erfahrung, dass es unmöglich ist, die Barrieren zwischen den Geschlechtern zu überwinden. Allen Phänomenen, die einen Zusammenhang zueinander vorgeben, wohnt eine Fremdheit inne, und auch in ihren Liebesbeziehungen ist sie nicht gemeint, sondern wird verfehlt, so Maria Kublitz-Kramer 1994. Schulte fragt 1997, „inwieweit Irenes seelische Disposition beim Mißlingen dieser Beziehungen mitwirkt“ und hält fest, dass es bei dem Studenten Franz, der mit 25 Jahren zehn Jahre jünger ist als Irene, „seine gesteuerte, eingeschliffene Haltung ist [...], die Irene auf Distanz hält.“ Für Harnisch ist enttäuschte Liebe als Symptom von Fremdheit in Irenes Beziehungen weniger in der Psyche begründet als vielmehr „in der Situation der Aussiedlerin in Deutschland“, für die Nähe zu einem „Deutschdeutschen“ (Herta Müller) nicht möglich ist und dies werde an der verlorenen Nähe zu Franz dargestellt, indem die beiden dieselbe Realität grundsätzlich verschieden wahrnehmen und deuten. Real sei für Irene nur die Sehnsucht nach Franz, er selbst sei aber ebenso Fiktion wie ein Deutschland, in dem sie sich wohlfühlen könne. Kublitz-Kramer überlegt, „ob Irene als Muster für die generelle marginale Position von Frauen gelten kann, die im Text noch eine Verschärfung durch Irenes Biographie einer politisch Exilierten erfährt.“
Berührungspunkte zwischen Ost und West sehe Irene in Berlin am Beispiel des Mauerseglers, schreibt Harnisch: Der Vogel mache die Mauer, die von Thomas’ Wohnung aus zu sehen ist, zu seiner Heimat und ignoriere die Grenze, ganz so wie es die Wolke tut, die gerade aus dem anderen Teil der Stadt westwärts zieht. Thomas brückt zudem die Opposition von weiblich und männlich, weil er schwul lebt. Mit Thomas hat Irene gemeinsam, dass sie in ihrer Position marginalisiert werden. Irene ist es aus diesem Blickwinkel möglich, „Aspekte der Wirklichkeit zu entdecken, die unter der Oberfläche verborgen sind“, und der bundesdeutsche Alltag wird verfremdet: „Die Bundesrepublik erfährt aus der Perspektive der Peripherie eine kritische Relativierung,“ etwa der Warencharakter der Realität und die Kommerzialisierung von Objekten, Körpern und menschlichen Beziehungen. Irene nimmt dies besonders deutlich in der Werbung wahr, die sie als absurd und manipulativ entlarvt. Sie erkundet mit Beobachtungen von unzusammenhängenden Details die ambivalenten Freiheiten, die dem Stadtbewohner im Kapitalismus gewährt werden. Schulte schlägt als Parallellektüre eine Passage aus Kafkas Parabel von der Gefängniszelle vor, weil Irene sich mit ihrer Situation abfindet. „Daß sie sich nicht entwickelt, daß sie erträgt, Fremde zu bleiben, macht ihre Autonomie, ihre Entwicklung aus“, so lautet Dopplers Fazit zur Figur Irene.
Reisende auf einem Bein spielt auf produktive Weise mit Trauma als ›Signatur der Moderne‹, indem gezeigt wird, wie die Struktur von Trauma einen Ausweg aus festgefahrenen postmodernen Konstruktionen von Subjektivität bietet, so Brigid Haines 2002. Irenes Erfahrungen sind einerseits typisch für Menschen, die mit einer posttraumatischen Belastungsstörung leben, andererseits werden spezifische Aspekte ihrer persönlichen Geschichte deutlich gemacht. Letztere sind lokalisierbar, etwa wenn Irene in Berlin am Ort der Ermordung Rosa Luxemburgs erschreckt darüber ist, dass die Ehefrau des Diktators aus dem anderen Land (Elena Ceaușescu) Luxemburg ähnlich sieht. Haines nennt weitere Beispiele: Irene erkennt auf einem Foto von sich nur ›die andere Irene‹. Sie kann im Jetzt nur leben, indem sie leugnet, verstehen und kontrollieren zu wollen und sich stattdessen auf Details einer Collage fokussiert, wo sie in einer Spannung zwischen Design und Zufall fließende neue Formationen ausprobiert.

### Großstadtroman subvertiert
Antje Harnisch arbeitet in ihrem Beitrag von 1997 heraus, wie Reisende auf einem Bein in der Tradition der Poetologie der Moderne gelesen werden kann, in der Fremdheit und Heimatlosigkeit Chiffren der Künstlerexistenz sind. Hierfür nennt sie verschiedene Elemente: die Reflexion auf die Verfremdung der Realität durch Montage, Symptome der Großstadt, in der die Wirklichkeit ständig an Komplexität zunimmt, verfremdende Bilder sowie kurze einfache Sätze in parataktischer Reihung. Schon bei Die Aufzeichnungen des Malte Laurids Brigge (1910) von Rilke changieren Erfahrungen eines Ausländers in Paris mit existenzieller Heimatlosigkeit des Künstlers. Ein männlicher Stadtläufer wird allerdings nicht als Nutte beschimpft. Im Gegensatz zu ihm geht es für Irene als Flaneurin nicht um den Rauschzustand der Fülle, sondern Passanten sind „Hindernis oder vielleicht auch Bedrohung“. Harnisch stellt fest: Müller schreibt in Reisende auf einem Bein die männlich dominierte Tradition des Großstadtromans „aus der Perspektive der fremden Frau“ um.
Moray McGowan hingegen nimmt in seinem Beitrag von 2013 den Standpunkt ein, dass sich die entfremdete Verwirrung der Protagonistin Irene nur schwerlich als Perspektive eines weiblichen Flaneur lesen lässt und begründet dies damit, dass Irene eingeschüchtert sei durch das Selbstbewusstsein der Kinder, die auf der Straße spielen, von denen ein Junge sie Nutte nenne, weil sie allein auf der Straße unterwegs ist. McGowan stellt damit die Subvertierung des maskulinen Genres der modernen Stadt als Effekt der Schilderung in Frage. Noch im selben Jahr schließt sich Binder in ihrem Beitrag jedoch eher der vorigen Position an, indem sie schreibt, dass Irene als Flaneurin Stereotype des Weiblichen unterläuft.

## Stil
Selten sei so eindringlich über Heimatlosigkeit geschrieben worden, stellt Ester 1993 fest. Die Pein von Irenes sinnlicher Erfahrung kommt treffend in der isolierten Sinneswahrnehmung zum Ausdruck. Die Protagonistin Irene kann ihre Vereinsamung nicht überwinden, denn die Normalität, die öffentlich zur Schau gestellt wird, erscheint ihr voll von Falschheit und Schwammigkeit zu sein. Ihre Sprache hält dem aber stand. Die Welt wird aus Irenes fragmentarisierter, brüchiger Perspektive wahrgenommen. Die Zeitungsschnipsel und Collagen bringen Irenes Gefühl des Fragmentiertseins ebenfalls zum Ausdruck, ergänzt Lyn Marven 2013.
In Momentaufnahmen von Oberflächen (surface snapshots) wird wiedergegeben, was Irene sieht und tut, und zwar in kurzen Sätzen mit offenen Enden, wobei die Sätze oft nicht in Absätze zusammengefasst sind. Auf textlicher Ebene tragen viele Zeilenumbrüche, fehlende Frage- und Ausrufezeichen sowie Dialoge ohne Anführungsstriche, bei denen weder Mimik noch Gestik beschrieben wird, dazu bei, dass die Sprache entkörperlicht (disembodied) wirkt. Müllers Prosa ist blass, karg und reduziert, was den Gefühlen und Äußerungen ihrer Heldin entspricht. Und das, obwohl es vielfältige Bilder gibt, so Ester. Die Sprachbilder sind semantisch widerständig und Syntax wie Interpunktion sind fragmentiert und verdichtet, womit sich Müllers Prosa einer totalisierenden Sprache entzieht.
Brigid Haines meint 2002, dass Reisende auf einem Bein thematisch wie stilistisch eine Ausnahme in Herta Müllers Werk bildet. Hier gehe es um eine nomadische Subjektivität, die in einem offenen und impressionistischen Stil angemessen zum Ausdruck gebracht werde. Schulte beobachtet 1997, dass es in Müllers vorigen Werken mehr um innere Wahrnehmung von Vergangenem gegangen ist. Reisende sei „abgesehen von einigen Essays, das prosaischste Werk Herta Müllers“ und dies liege an der Perspektive und daran, dass die Wahrnehmung auf gegenwärtigen Eindrücken beruht. „Die einzelnen Teile, Bruchstücke der wahrgenommenen Wirklichkeit, sind poetisch-bizarr und von surrealistischem Beziehungseffekt.“ Schulte sieht eine „scharfe, zersetzende Beobachtung“ am Werk, und er kommentiert, dass sie „zu einer literarischen Collage“ führt, „die zuweilen eine Tendenz zur experimentellen Poesie aufweist.“ Als Beispiel dafür eignet sich die folgende Stelle:

„Ständig schreib ich dir Karten. Die Karten vollgeschrieben. Und ich leer.“

Hier wird nicht nur grammatikalisch, sondern auch visuell deutlich gemacht, was mit Irene durch das wiederholte Kartenschreiben passiert. Die geschriebene Karte ist viel voller als der Satz danach mit „ich“. Nur der erste Satz ist noch grammatikalisch vollständig, den beiden folgenden fehlt schon das Verb. Und es wird vom ersten zum zweiten zum dritten Satz nicht nur die Anzahl der Wörter gemindert, sondern auch die Anzahl der Silben.
Müller hat auf einen Handlungsfaden verzichtet, meint Ursula Homann, und schildere Irenes Eindrücke, Erlebnisse, Gedankenfetzen und Gefühlssegmente. Man erfährt nur, dass Irene aus Rumänien in den Westen ausgewandert ist und mehrere Geliebte hat, mit denen Beziehungen im Sande verlaufen. Hinter der Oberfläche der Dinge kann sie den Grund für ihr Unbehagen nicht ausmachen. Kegelmann sieht es anders: ein klarer Handlungsverlauf sei rekonstruierbar, auch wenn sich äußere Beschreibungen permanent mit Erinnerung, Assoziationen und Gefühlen Irenes mischen. Eine Erzählinstanz, die alles überblickt, gibt es nicht. Brigid Haines und Margaret Littler nennen es „resistance to plot“ mit einer Fokussierung auf Details. Es erzähle eine lakonische Stimme in dritter Person, die einen interpretatorischen Rahmen zu geben verweigert. Schulte stellt sich konkret vor, was „auf einem Bein“ bedeutet – nämlich hüpfen – und er schreibt als Begründung dafür, warum er das Werk als eine Erzähl-Collage bezeichnet: „In der Erzählweise macht sich das Sprunghafte und das Zögerliche der Hüpfbewegung bemerkbar.“ Würde man anhand der Kapiteleinteilung eine Inhaltsbeschreibung machen, argumentiert Schulte, ergäbe dies „den Eindruck von der sprunghaften Abfolge der Szenen, von einer dauernden Bewegung bei anhaltendem Stillstand. Dieser Eindruck der Simultanität des Heterogenen konzentriert sich im Bild der Collage [...] Die ständige Bewegung der Teile ist nicht beschränkt auf dieses Bild der Collage, es fungiert als metatextuelles Prinzip der gesamten Anlage und Ausformung von Reisende auf einem Bein.“

## Rezeption
2013 ist Reisende auf einem Bein im Fischer Taschenbuch-Verlag in der dritten Auflage erschienen. Zwischen 1990 und 2013 ist Reisende auf einem Bein in mindestens 9 Sprachen übersetzt worden, darunter 2012 ins Persische und 2013 ins Türkische.
Einen Überblick zur frühesten Rezeption gibt Norbert Otto Eke 1991. In den Rezensionen wurde Müllers Ton in Reisende auf einem Bein als knapp, spröd und ausdrucksstark beschrieben, aber auch als nörgelnd – wo es um die bundesrepublikanische Wirklichkeit gehe –, was als störend und kaum erhellend empfunden wurde. Einerseits beschrieb man Müllers Sprache als meisterhaft assoziativ, andererseits als ein teilweise unbeholfenes expressionistisches Krachen. Müllers Bilder wurden als zugänglich wahrgenommen, aber auch als schief. Manchen der Rezensenten fehlte ein Handlungsfaden, an dem sie sich hätten orientieren können. Auf andere hat Müllers Art und Weise, Details immer mit dem Ganzen korrespondieren zu lassen, im exemplarischen Erzählen überanstrengt gewirkt. Eke zitiert aus Günther Franzens Besprechung, Müllers Wahrnehmungsoptik lasse „das aufgeblähte Exterieur der Gesellschaft schrumpfen, bis das archaische Fundament sichtbar wird.“ Abschließend erwähnt Eke aus einer Hochschulzeitung noch ein Rezensions-Beispiel, in dem sich ein „Scheitern in der Vermittlung von persönlicher und gesellschaftlicher Thematik“ zeige, denn in der Rezension heiße es, wo die Autorin ihrer inneren diffusen Zerrissenheit Ausdruck verleihe, ersticke sie in Metaphern und es würden Nichtigkeiten dramatisiert und mystifiziert. Eke merkt an, dass Müller in der Kritik auf eine „geschärfte Aufmerksamkeit“ gestoßen sei, weil sie 1989 in Reisende auf einem Bein erstmals das Leben in der Bundesrepublik thematisierte, und zwar mit dem „fremden“ Blick einer Ankommenden.

## Leseerlebnis
Reisende auf einem Bein ist nach Auffassung von Hans Ester kein Lesevergnügen, denn alles von dem, wie sich Irenes dünne Haut anfühlt, bekommt der Leser selbst zu spüren. Wir schauen über Irenes Schulter in einen tiefen Abgrund an Sinnlosigkeit. Irene ist keine Patientin, von der wir uns distanzieren könnten, sondern sie sieht extrem genau, was wir selbst allzu gern negieren würden. Hineingezogen in Irenes Blick, wird dem Leser Bekanntes in Wahrnehmungsfragmente zerschnitten und als Fremdes und Trostloses gezeigt, formuliert es Peter Laudenbach. Irene kann und will nicht an etwas Schönes denken und wird von einer Trost- und Hoffnungslosigkeit gelähmt, die sich am Ende auch auf den Leser überträgt, so hat es Ursula Homann bei der Lektüre erlebt. Karl Schulte hat das Werk mithilfe des Bildes von einem starren und dennoch kreisenden Gegenstand gelesen: „Als Ganzes gleicht die Erzählung einem Mobile, an dem Fetzen der Wirklichkeit hängen, die sich ständig bewegen und doch auf der Stelle bleiben.“ Für Susanne Schaber blieb nach der Lektüre die schmerzliche Erfahrung zurück, der Welt ausgesetzt zu sein, eine Irritation, die nicht so leicht abzuschütteln sei. Reisende auf einem Bein ist nicht leicht zu lesen, resümiert Binder, weil mit verfremdeten Illusionen sowie Träumen und Visionen, die sich erst später als solche herausstellen, eine „Art impliziter ‹Poetik der Verunsicherung›“ betrieben wird, die sich auf den Leser überträgt.

## Ausgaben
- Erstausgabe:
  - Reisende auf einem Bein, 165 S., Rotbuch-Verlag, Berlin 1989, ISBN 3-88022-747-0
- Spätere Printausgaben:
  - Gebundene Ausgabe: 175 S., Hanser, München 2010, ISBN 978-3-446-23534-2
  - Taschenbuchausgabe: 201 S., Fischer Taschenbuch-Verlag, Frankfurt am Main 2010, ISBN 978-3-596-18778-2
- E-Book: Carl Hanser, München 2010, ISBN 978-3-446-23626-4

In Manuskripte. Zeitschrift für Literatur (Graz) war, ebenfalls 1989, von Herta Müller ein knapp fünfseitiger Beitrag mit dem Titel „Reisende auf einem Bein“ erschienen. Hierin wird von Dialogen zwischen Irene und Stefan erzählt sowie von einer Begegnung mit einem Sachbearbeiter. In einem Telefonat versucht Irene einen Jens zu erreichen, zu dem sie eine Nummer in einem Graffiti gesehen hat, und auch ein Franz wird kurz erwähnt. Irene steht insgesamt weniger stark im Mittelpunkt als später im Buch. Der Satz „Reisende auf einem Bein und auf dem anderen Verlorene“ kommt in dieser Fassung schon vor. Bernhard Doppler meint, mit Müllers Plänen von Anfang 1989 sei die Erzählung vom Herbst des Jahres kaum wiederzuerkennen: „Eine Geschichte über vier Personen ohne Entwicklung, wie sie betont; Allerweltsthemen, wie Fremdheit und Einsamkeit, die über Beziehungsgespräche erörtert werden sollen, und im Zentrum das Zerbrechen einer Ehe im neuen Land nach einer gemeinsamen, aber nicht gleichzeitigen Ausreise der Partner.“ Der skizzierte Schluss stimme aber „teilweise wortwörtlich“ mit der späteren Erzählung überein. Müller sagte im Januar 1989: „Ich habe das Buch nicht fertig geschrieben, aber ich weiß jetzt, wo es aufhört, was mit der Person geschieht – nämlich gar nichts.“

## Übersetzungen
1990 erschien Reisende auf einem Bein in dänischer Sprache, Rejsende på et ben (übersetzt von Nanna Thirup), 1991 auf Schwedisch Resande på ett ben (übersetzt von Karin Löfdahl) und wurde 1992 ins Niederländische übertragen mit dem Titel Reizigster op één been: roman (übersetzt von Gerda Meijerink) ebenso wie 1993 ins Italienische als In viaggio su una gamba sola (übersetzt von Lidia Castellani) und ins Griechische, mit dem Titel Μετέωροι ταξιδιώτες in einer Übersetzung von Katerina Chatzē. 1998 erschien das Werk in englischer Übersetzung von Valentina Glajar and André Lefevere mit dem Titel Traveling on one leg. Und nach der Zuerkennung des Nobelpreises für Literatur 2009 wurde das Werk 2010 mit dem Titel Călătorie într-un picior auf Rumänisch veröffentlicht, in einer Übersetzung von Corina Bernic, und ebenfalls 2010 in chinesischer Sprache, mit dem Titel 独腿旅行的人 (in einem Band zusammen mit Die Welt ist ein großer Fasan) und übersetzt von Min Chen und Ni A. Eine türkische Übersetzung erschien 2013 mit dem Titel Tek bacaklı yolcu (übersetzt von Çağlar Tanyeri).

## Rezensionen
Bis 1993 (Auswahl):
- Verena Auffermann: „Gefahr, ins Leere zu stürzen. Westdeutschland, gesehen mit den Umsiedleraugen Herta Müllers. Herta Müller: Reisende auf einem Bein“, in: Süddeutsche Zeitung, 10. Oktober 1989
- Sibylle Cramer: „Auf den Flügeln des Gefühls westwärts. Herta Müller. Reisende auf einem Bein“, in: Tagesspiegel, 11. Oktober 1989
- Christian Huther: „Kalt klirrende Sätze. Herta Müllers Erzählung Reisende auf einem Bein“, in: General-Anzeiger, 11. Oktober 1989
- Peter Laudenbach: „Jeder für jeden ein Passant. Herta Müllers Reisende auf einem Bein“, in: taz, 24. Oktober 1989
- Günther Franzen: „Test the west. Herta Müllers Prosa Reisende auf einem Bein“, in: Die Zeit, 10. November 1989
- Katja Rauch: „Balanceakt im neuen Land. Herta Müller Reisende auf einem Bein“, in: Neue Zürcher Zeitung, 23. November 1989
- Susanne Schaber: „Mit einem Fuß im Osten, dem anderen im Westen. Reisende auf einem Bein, eine Erzählung der Rumäniendeutschen Herta Müller“, in: Luzerner Neuste Nachrichten, 29. Dezember 1989
- Susanne Schaber: „Mit Handgepäck und zu dünnen Schuhen. Der lange Weg vom Banat nach Berlin“, in: Die Presse, 17./18. März 1990
- Rita Terras: „Reisende auf einem Bein“, in: World Literature Today, v64 n3 (Summer, 1990): 455.
- Inge Meidinger-Geise: „Herta Müller. Reisende auf einem Bein“, in: Südostdeutsche Vierteljahresblätter, Band 39 (1990), S. 79.
- Ursula Homann: „Herta Müller. Reisende auf einem Bein“, in: Deutsche Bücher, Band 20 (1990), S. 109–110.
- Norbert Otto Eke: „Herta Müller. Reisende auf einem Bein“, in: Halbasien, Band 1 (1991), Heft 2, S. 67–72.
- Hans Ester: „Reizigster op één been“, in: Trouw 18 (1993), S. 4.

Ab 2009 (Auswahl):
- Aldawen (Forumsgast): „Herta Müller – Reisende auf einem Bein“, literaturschock.de, 15. Oktober 2009, mit Kommentaren, abgerufen am 10. Mai 2014 und am 8. Juni 2014.

## Forschungsliteratur
- Sabine Egger: „Der Raum des Fremden als ‹fahrender Zug› in Herta Müllers Reisende auf einem Bein“, in Zeitschrift für interkulturelle Germanistik 7.2 (2016), S. 35–54. https://doi.org/10.14361/zig-2016-0205
- Julia Müller: Sprachtakt. Herta Müllers literarischer Darstellungsstil, (Dissertation Jena 2009) Böhlau, Köln/Weimar/Wien 2014, ISBN 978-3-412-22151-5 Inhaltsverzeichnis
- Lyn Marven: „‹So fremd war das Gebilde›: The Interaction between Visual and Verbal in Herta Müller’s Prose and Collages“, in: Herta Müller, herausgegeben von Brigid Haines und Lyn Marven, Oxford University Press, Oxford 2013, ISBN 978-0-19-965464-2, S. 135–152. Inhaltsverzeichnis
- Karin Binder: „Reisende auf einem Bein (1989)“, in: Handbuch der deutschsprachigen Exilliteratur. Von Heinrich Heine bis Herta Müller, herausgegeben von Bettina Bannasch und Gerhild Rochus, De Gruyter, Berlin 2013, ISBN 978-3-11-025674-1, ISBN 978-3-11-025675-8, S. 464–471.
- Moray McGowan: „‹Stadt und Schädel›, ‹Reisende›, and ‹Verlorene›. City, self, and survival in Herta Müller’s Reisende auf einem Bein“, in: Herta Müller, Oxford University Press, Oxford, 2013, S. 64–83.
- Maria-Leena Hakkarainen: „‹[...] und Armut, das sind die Fremden›. Erlebte Exklusion in Herta Müllers Reisende auf einem Bein“, in: Zur Darstellung von Zeitgeschichte in deutschsprachiger Gegenwartsliteratur (VII), Band 7: Armut, herausgegeben von Martin Hellström und Edgar Platen, Iudicium, München 2012, ISBN 978-3-86205-309-4, S. 279–291. Inhaltsverzeichnis
- René Kegelmann: „Emigriert. Zu Aspekten von Fremdheit, Sprache, Identität und Erinnerung in Herta Müllers Reisende auf einem Bein und Terézia Moras Alles“, in Wahrnehmung der deutsch(sprachig)en Literatur aus Ostmittel- und Südosteuropa – ein Paradigmenwechsel? Neue Lesarten und Fallbeispiele, IKGS-Verlag, München 2009, ISBN 978-3-9811694-2-3, S. 251–263.
- Morwenna Symons: „Intertextual Inhabitations of the ‹Foreign›: Reisende auf einem Bein“, in: Room for Manoeuvre. The Role of Intertext in Elfriede Jelinek’s ‹Die Klavierspielerin', Günter Grass’s ‹Ein weites Feld›, and Herta Müller’s ‹Niederungen› and ‹Reisende auf einem Bein›. London, Maney Publishing, for the Modern Humanities Research Association and the Institute of Germanic and Romance Studies, University of London, 2005, ISBN 978-1-904350-43-9, S. 133–155. Inhaltsverzeichnis
- Brigid Haines und Margaret Littler: „Herta Müller, Reisende auf einem Bein (1989)“, in: Contemporary women’s writing in German. Changing the subject, Oxford University Press, Oxford 2004, S. 99–117.
- Thomas Krause: „Zwischen Vergangenheit und Zukunft. Herta Müllers Erzählung Reisende auf einem Bein“, in: Log, Band 25 (2003), 100, S. 20–28.
- Brigid Haines: „‹The unforgettable forgotten›. The traces of trauma in Herta Müller’s Reisende auf einem Bein“, in: German life and letters, 55 (2002), 3, S. 266–281.
- Brigid Haines: „‹Leben wir im Detail›. Herta Müller’s micro-politics of resistance“, in: Herta Müller, herausgegeben von Brigid Haines, University of Wales Press, Cardiff 1998, ISBN 0-7083-1484-8, S. 109–125.
- Ralph Köhnen: „Über Gänge. Kinästhetische Bilder in Texten Herta Müllers“, in: Der Druck der Erfahrung treibt die Sprache in die Dichtung. Bildlichkeit in Texten Herta Müllers, herausgegeben von Ralph Köhnen, P. Lang, Frankfurt am Main 1997, ISBN 3-631-30662-8, S. 123–138.
- Antje Harnisch: „‹Ausländerin im Ausland›. Herta Müllers Reisende auf einem Bein“, in: Monatshefte für deutschen Unterricht, deutsche Sprache und Literatur, 89 (1997), 4, S. 507–520.
- Karl Schulte: „Reisende auf einem Bein. Ein Mobile“, in: Der Druck der Erfahrung treibt die Sprache in die Dichtung. Bildlichkeit in Texten Herta Müllers, herausgegeben von Ralph Köhnen, P. Lang, Frankfurt am Main 1997, ISBN 3-631-30662-8, S. 53–62.
- Maria Kublitz-Kramer: „Die Freiheiten der Strasse. Zu Herta Müllers Reisende auf einem Bein“, in: Frauen in der Literaturwissenschaft, Rundbrief 41, April 1994, S. 5–8.
- Bernhard Doppler: „Die Heimat ist das Exil. Eine Entwicklungsgestalt ohne Entwicklung. Zu Reisende auf einem Bein“, in: Die erfundene Wahrnehmung. Annäherung an Herta Müller, herausgegeben von Norbert Otto Eke, Igel Verlag Wissenschaft, Paderborn 1991, ISBN 3-927104-15-9, S. 95–106.
- Norbert Otto Eke: „Herta Müllers Werke im Spiegel der Kritik (1982–1990)“, in: Die erfundene Wahrnehmung. Annäherung an Herta Müller, herausgegeben von Norbert Otto Eke, Igel Verlag Wissenschaft, Paderborn 1991, ISBN 3-927104-15-9, S. 107–130.